# Henry Foster (znanstvenik)
Henry Foster, britanski pomorski častnik in raziskovalec, * 1796, † 5. februar 1831.
Sodeloval je pri raziskovalnih ekspedicijah na Arktiko in Antarktiko.